# 岡廼宮神社 (深谷市)
岡廼宮神社（おかのみやじんじゃ）は、埼玉県深谷市にある神社。祭神は伊邪那岐命、伊邪那美命、大己貴命、倉稲魂命、建御名方神の五柱。

## 沿革
元々、岡村（現・深谷市）の鎮守として聖天社（創建時期不明）という神社があったが、荒廃が著しくなったため、江戸時代初めに池田三郎左衛門貞長という武士によって改築された。
なお、池田三郎左衛門貞長は、江戸幕府第3代将軍徳川家光の弟である徳川忠長の側近であったが、何者かの讒言によりその地位を追われ、岡村に蟄居していた。
『新編武蔵風土記稿』には聖天社として「本地仏十一面観音を安ず、 村の鎮守にして岡林寺持なり」と記されている。
1921年（大正10年）には、諏訪神社、久呂多神社、稲荷神社を合祀し、「岡上神社」から「岡廼宮神社」に改称した。合祀により、大己貴命、倉稲魂命、建御名方神が新たに祭神となった。

## ご利益
子孫繁栄、殖産振興、良縁祈願、心願成就、厄除開運、子授り、子育大願、厄除、除災招福、家内安全、健康長寿、交通安全、旅行安全　他

## 祭事
岡廼宮神社では、江戸時代から伝承されている獅子舞が行われており、「岡の獅子舞」の名称で深谷市指定（旧・岡部町指定）無形民俗文化財に指定されている。
獅子舞の構成は、法眼1人・雄獅子1人・雌獅子1人の計3人の舞方と、小太刀1人・大太刀1人、花笠・笛方・歌方などから成る。舞方は獅子を被り、袴・草履を身につけ、腰にある小太鼓を打ちながら舞う。

## 交通
- 最寄り駅 - JR東日本高崎線岡部駅 北口から徒歩15分
- バス - 岡上自治会館入口バス停から徒歩1分
- 花園ICから車25分

## 周辺情報

### 神社
- 島護産泰神社 - 徒歩6分
- 寅稲荷神社 - 徒歩7分
- 熊野神社 - 徒歩8分
- 諏訪神社 - 徒歩13分
- 白髭(しらひげ) 神社 - 徒歩14分
- 滝瀬神社 - 徒歩19分

### その他の施設
- ふれあいの店まるや - 徒歩4分
- 中宿歴史公園 - 徒歩5分
- お手長山古墳 - 徒歩6分
- 道の駅おかべ - 徒歩8分
- 旧渋沢栄一邸「中の家」 - 車8分
- 渋沢栄一記念館 - 車9分